# Laboratoire Lincoln
Le Laboratoire Lincoln (Lincoln Laboratory) du Massachusetts Institute of Technology (MIT), situé à Lexington, Massachusetts, est un centre de recherche et développement du département de la Défense des États-Unis.
Le laboratoire est créé en 1951 pour développer les applications de technologies avancées dans le but de répondre aux besoins de la défense du pays. Le laboratoire s'est en particulier illustré dans le développement de l'électronique des radars (AN/FSQ-7) et ses recherches sur la rentrée des objets à très grande vitesse dans l'atmosphère terrestre (têtes nucléaires).   
Il dispose jusqu'au retrait en septembre 2020 d'un Boeing 707 de sept avions cogérés avec l'USAF
.